# ABC輸送体
ABC輸送体（ABCゆそうたい）は、ABCトランスポーター (ABC transporters) 、ABC蛋白質(ABC proteins)とも呼ばれる。ATP結合カセット輸送体 (ATP-binding cassette transporters) の略称。ATPのエネルギーを用いて物質の輸送を行う膜輸送体の一群である。構造的特徴を共有する非常に大きなタンパク質スーパーファミリーをなし、現生のすべての生物に存在する。

## 概要
生体膜を通して様々な基質、例えば脂質、糖、ビタミン、その他の代謝に関わる物質、外来の薬物、イオン、ペプチド、タンパク質などを輸送するものが知られ、輸送の方向も細胞の内から外へ（不要物を排出し、あるいは細胞外で働く物質を分泌する）、外から内へ（必要な物質を取り込む）の両方、さらに細胞内でオルガネラ内外間の輸送を司るものがある。医学的に重要なものとして、細菌や癌細胞の多剤耐性の原因となるものや、遺伝病である嚢胞性線維症の原因となるCFTR（塩素イオンチャネル）などがある。ヒト染色体上には48種のABC輸送体遺伝子があり、それらの異常が様々な疾患を引き起こすことから、ヒトの健康の維持のために重要な働きをしていることが明らかになった。
ABC輸送体は、現に投与されている薬剤のみならずその他の薬剤に対しても耐性が生じる現象である、多剤耐性 (multi-drug resistance; MDR) で重要な役割を演じている。この原因の一つとして、ABC輸送体の増加により細胞内からの薬剤の排出が増えることがある。例えばヒトなどの動物にあるABCB1（Pgp）は抗癌剤を細胞外に汲み出す働きがある。PgpはMDR1とも呼ばれ、ABC輸送体の中で一番詳しく研究されている。Pgpは、広い範囲の脂溶性の薬物・異物や不要物を基質として細胞外へ排出する、一群のABC輸送体に含まれる。これらによる薬物等の細胞外への排出は、「薬物代謝の第3相」と呼ばれることもある。またこのようなABC輸送体の遺伝子には、薬物代謝酵素と同様に薬物により発現誘導されるものもあり、薬剤の相互作用の原因となる場合もある。

## 構造
典型的なABC輸送体は、ヌクレオチド結合ドメイン (nucleotide-binding domain; NBD) 2個と膜貫通ドメイン (transmembrane domain; TM) 2個から構成される。膜貫通ドメインは、脂質二重層を貫通する複数（6本から11本）のαヘリックスからなる。αヘリックスの間の領域が基質結合部位を形成し、これは機能に応じて細胞内外のいずれかを向いている。2個の膜貫通ドメインは互いに結合して分子における膜貫通部位を形成し、これが基質に対する特異性を決定している。２つのNBDは細胞質側に面している。それぞれのNBDには、Walker AモチーフとWalker Bモチーフ（以上は多くのATPアーゼに共通）に加えて、ABC輸送体に特有なシグナチャーモチーフ（signature motif; C motifとも呼ばれる）が高度に保存されており、これらがまとまった特徴からATP結合カセットと呼ばれる。一次構造上、膜貫通ドメインとヌクレオチド結合ドメインが
N - TM - NBD - TM - NBD - C
の順番に並んでいるものが多い（逆転しているものもある）。これは完全輸送体と呼ばれるが、一方、TMとNBDを1つずつしか含まない半輸送体と呼ばれるものも多い。これは機能するためにもう1つの半輸送体分子と会合しなければならない。同じ2つのABC半輸送体が会合すればホモダイマーとなり、別の2つのABC半輸送体が会合すればヘテロダイマーとなる。さらに、細菌には4つのドメインがそれぞれ別のポリペプチドからなるタイプも多い。
ABC輸送体による輸送機構は詳細にはわかっていないが、ATPの結合・加水分解・解離の各段階でタンパク質の高次構造が変化し、それに伴い基質との親和性も変化することにより輸送が行われると考えられている。
ABC輸送体のATP結合カセットによく似た構造は、染色体高次構造の制御に関わるSMCタンパク質やDNA修復に関わるRad50などにも使われている。